# دستغير
دستغير هي قرية في مقاطعة مشكين شهر، إيران. يقدر عدد سكانها بـ 185 نسمة بحسب إحصاء 2016.